# Тэмпё-дзинго
Тэмпё-дзинго или Тэмбё-синго (яп. 天平神護 тэмпё: синго, мир Поднебесной — божественная стража) — девиз правления (нэнго) японской императрицы Сётоку с 765 по 767 год .

## Продолжительность
Начало и конец эры:
- 7-й день 1-й луны 9-го года Тэмпё-ходзи (по юлианскому календарю — 1 февраля 765 года);
- 16-й день 8-й луны 3-го года Тэмпё-дзинго (по юлианскому календарю — 13 сентября 767 года).

## События
- 765 год (2-я луна 1-го года Тэмпё-дзинго) — императрица даровала буддийскому священнику Докё сан дайдзё-дайдзина[6];
- 765 год — правый министр Фудзивара-но Тоёнари умер в возрасте 62 лет[6];
- 766 год (1-я луна 2-го года Тэмпё-дзинго) — Фудзивара-но Мататэ занимает пост правого министра, а Киби-но Макиби получает должность дайнагона[6].

## Сравнительная таблица
Ниже представлена таблица соответствия японского традиционного и европейского летосчисления. В скобках к номеру года японской эры указано название соответствующего года из 60-летнего цикла китайской системы гань-чжи. Японские месяцы традиционно названы лунами.
| 1-й год Тэмпё-дзинго (Деревянная Змея) | 1-я луна*      | 2-я луна   | 3-я луна  | 4-я луна* | 5-я луна | 6-я луна  | 7-я луна*  | 8-я луна   | 9-я луна*   | 10-я луна  | 10-я луна* (високосная) | 11-я луна*   | 12-я луна     |
| -------------------------------------- | -------------- | ---------- | --------- | --------- | -------- | --------- | ---------- | ---------- | ----------- | ---------- | ----------------------- | ------------ | ------------- |
| Юлианский календарь                    | 26 января 765  | 24 февраля | 26 марта  | 25 апреля | 24 мая   | 23 июня   | 23 июля    | 21 августа | 20 сентября | 19 октября | 18 ноября               | 17 декабря   | 15 января 766 |
| 2-й год Тэмпё-дзинго (Огненная Лошадь) | 1-я луна*      | 2-я луна   | 3-я луна  | 4-я луна* | 5-я луна | 6-я луна* | 7-я луна   | 8-я луна   | 9-я луна*   | 10-я луна  | 11-я луна*              | 12-я луна    |               |
| Юлианский календарь                    | 14 февраля 766 | 15 марта   | 14 апреля | 14 мая    | 12 июня  | 12 июля   | 10 августа | 9 сентября | 9 октября   | 7 ноября   | 7 декабря               | 5 января 767 |               |
| 3-й год Тэмпё-дзинго (Огненная Коза)   | 1-я луна*      | 2-я луна*  | 3-я луна  | 4-я луна* | 5-я луна | 6-я луна* | 7-я луна   | 8-я луна   | 9-я луна*   | 10-я луна  | 11-я луна               | 12-я луна*   |               |
| Юлианский календарь                    | 4 февраля 767  | 5 марта    | 3 апреля  | 3 мая     | 1 июня   | 1 июля    | 30 июля    | 29 августа | 28 сентября | 27 октября | 26 ноября               | 26 декабря   |               |

* звёздочкой отмечены короткие месяцы (луны) продолжительностью 29 дней. Остальные месяцы длятся 30 дней.